# Quinto Ascione
Quinto Ascione (Cervia, 19 giugno 1919 – Jagodnij, 28 agosto 1942) è stato un militare italiano, insignito della Medaglia d'oro al valor militare alla memoria nel corso della seconda guerra mondiale.

## Biografia
Nacque a Cervia (provincia di Ravenna) il 19 giugno 1919. Diplomatosi nel 1937 presso l'Istituto Magistrale "Giosuè Carducci" di Forlimpopoli, si iscrisse alla facoltà di Magistero all'Università di Urbino. Dopo essersi avviato alla carriera di insegnante e di educatore religioso, nel 1938 divenne il primo presidente della neocostituita Associazione Giovanile “Pier Giorgio Trassati” (Azione Cattolica) della sua città natale. Nel 1941 non usufruì del rinvio scolastico, e venne richiamato sotto le armi, assegnato al 6º Reggimento bersaglieri di stanza a Bologna. Tale unità era reduce dalla campagna jugoslava, e si stava preparando a partire per il fronte orientale in seno al Corpo di spedizione italiano in Russia (CSIR) al comando del generale Giovanni Messe. Dopo un periodo di addestramento partì per la Russia dove raggiunse il suo reggimento, inquadrato nella 3ª Divisione Celere "Principe Amedeo Duca d'Aosta", era già impegnato nelle operazioni belliche. Il 13 agosto, durante un combattimento contro le truppe sovietiche sulle rive del Don soccorse il capitano Aurelio Bernabè, comandante della III Compagnia , rimasto gravemente ferito all'emitorace sinistro in zona precordiale, trasportandolo da solo ad riparo sicuro dove poté essere medicato ed avviato nelle retrovie. Per questa azione fu insignito della Croce di guerra al valor militare.
Il 28 agosto, nel corso della prima battaglia difensiva del Don, durante un attacco nemico, si lanciava al contrattacco e rimasto ferito rifiutava le cure continuando a lanciare le sue bombe a mano finché cadde colpito mortalmente da una raffica di mitra al petto. Nel mese di novembre l'Università di Urbino gli conferì la laurea in lettere honoris causa alla memoria. Decorato inizialmente con la Medaglia d'argento al valor militare, essa fu tramutata in Medaglia d'oro con decreto presidenziale nel 1965. La sua salma ritornò in Patria il 9 marzo 1993. Invitato dal Ministero della Difesa ne commemorò la figura il Tenente Colonnello Aurelio Barnabé che sarebbe morto pochi mesi dopo.
Il 20 settembre 1984 il comune di Cervia pose una lapide in suo ricordo sulla facciata della sua casa natale, mentre il comune di Roma gli ha dedicato una via nel Municipio XV. Nel giugno 2019, col patrocinio del comune di Cervia, si è commemorato Ascione nel centenario della nascita. Relatori Fabio Zannoni per l'Azione Cattolica di Ravenna, Carlo Simoncelli per la Associazione Nazionale Bersaglieri, Enzio Strada storico locale e Mario Barnabé (figlio di Aurelio Barnabé). Dal 2019 ogni giugno a cura del Comune di Cervia, della Associazione Nazionale Bersaglieri di Ravenna e della Azione Cattolica della diocesi di Ravenna-Cervia, viene deposta una corona di alloro ai piedi della targa marmorea che ricorda l'eroe, posta sulla parete esterna delle scuole di viale Roma